# Har Ša'ul
Har Ša'ul (hebrejsky: הר שאול) je hora o nadmořské výšce 302 metrů v severním Izraeli, v pohoří Gilboa.
Leží v severní části pohoří Gilboa, cca 12 kilometrů severozápadně od města Bejt Še'an a 2 kilometry jihovýchodně od obce Gid'ona. Má podobu výrazného návrší s převážně odlesněnou vrcholovou partií ale hustě zalesněnými svahy. Jižně od vrcholku vede lokální silnice 667. Severním směrem terén prudce klesá do zemědělsky využívaného Charodského údolí, kam podél západního okraje hory směřuje vádí Nachal Jehonatan. Severozápadní výběžek hory se nazývá Giv'at Jehonatan. Na západní straně se rozkládá pozvolně se sklánějící výšina Ma'ale Nurit. Na jih odtud stojí sousední vrchol Giv'at Chochit, na jihozápadní straně je to vrch Har Giborim.